# Уюв
Уюв (пол. Ujów) — село в Польщі, у гміні Меткув Вроцлавського повіту Нижньосілезького воєводства.
Населення — 151 особа (2011).
У 1975-1998 роках село належало до Вроцлавського воєводства.

## Демографія
Демографічна структура станом на 31 березня 2011 року:
|          | Загалом | Допрацездатний вік | Працездатний вік | Постпрацездатний вік |
| -------- | ------- | ------------------ | ---------------- | -------------------- |
| Чоловіки | 75      | 18                 | 54               | 3                    |
| Жінки    | 76      | 18                 | 44               | 14                   |
| Разом    | 151     | 36                 | 98               | 17                   |